# دخترک درامر (فیلم)
دخترک درامر (انگلیسی: The Little Drummer Girl) فیلمی در ژانر دلهره‌آور سیاسی و جاسوسی به کارگردانی جرج روی هیل و برگرفته از رمانی به همین نام در سال ۱۹۸۳ توسط جان لوکاره است که در سال ۱۹۸۴ منتشر شد. دایان کیتن، یورگو وویگیس، کلاوس کینسکی و تورلی والترز در آن بازی کردند. این فیلم نقدهای متفاوتی را در میان منتقدان دریافت کرد.

## بازیگران
- دایان کیتن
- یورگو وویجیس
- کلاوس کینسکی
- مایکل کریستوفر
- آنا مسی
- بیل نای
- دینا ویلر-نیکلسن
- دیوید سوشی
- جان لوکاره
- هاینتس وایس
- جولیانو مر-خمیس
- سباستیان گراهام جونز